# José Francisco Torres
José Francisco Torres Mezzell, född 29 oktober 1987 i Longview i Texas i USA, är en fotbollsspelare som sedan 2012 spelar för den mexikanska klubben UANL Tigres och USA:s fotbollslandslag.